# 鬼八頭かかし
鬼八頭 かかし（おにやず かかし、????年3月16日 - 2019年2月2日）は、日本の男性漫画家である。

## 来歴
『コミック女神マガジン』（学研）にて連載された『魔法の呪文を唱えたら』で商業誌デビュー。
作品にはパンツ描写が多く出てきて、表紙でパンツが描かれている所を帯で隠したりしている。『まんがタイムきらら』にて連載されたなかま亜咲の漫画作品『火星ロボ大決戦!』でもネタとなっている。
4コマ漫画を当初描いていたものの、その後はそれ以外も描いていて、『電撃G's magazine』（アスキー・メディアワークス）にて投稿コーナーのイラストを担当するなどもしている。
なかま亜咲とは親しい仲とのこと。バナナはあまり好きではないと書いている。
2019年2月2日逝去。存命時の連載作品『たとえ灰になっても』は、『ヤングガンガン』2019年No.04に掲載された第56話にて連載中止となった。数日前に、「発作性房室ブロック」と診断され、心臓ペースメーカー植込み手術を強く勧められていたことが、本人のTweetで明らかになっていた。

## 作品リスト

### 漫画作品
- 雅さんちの戦闘事情（『まんがタイムきらら』、『まんがタイムきららキャラット』連載、全3巻）
- 魔法の呪文を唱えたら（『メガミマガジン』、『ケータイアニメディア』連載、全2巻）
- バナナのナナ（『月刊コミックブレイド』連載、全2巻）
- ぱんつぁープリンセス（『メガミマガジン』連載、全3巻）
- デート・ア・ストライク（『ドラゴンエイジ』連載、全4巻）
- たとえ灰になっても（『ヤングガンガン』連載、2015年12月18日発売号 - 2019年2月1日発売号、全6巻、絶筆）[4]
- エクスタス・オンライン（『ドラゴンエイジ』連載、2017年8月9日発売号 - 2019年2月9日発売号、全2巻、絶筆）

### イラスト
- 電撃G's magazine（読者投稿コーナー「萌娘」にて2011年5月号まで担当）